# Tinne Rombouts
Tinne Rombouts, née le 30 septembre 1979 à Zoersel est une femme politique belge flamande, membre du CD&V.
Elle est ingénieur industriel agricole et biotechnique (Katholieke Hogeschool Kempen).
Elle fut consultante organisationnelle de Groene Kring (2001 - 2004). 

## Fonctions politiques
- conseillère communale à Hoogstraten (2007-)
- première échevine à Hoogstraten (2007-2012)
- bourgmestre de Hoogstraten (2013-)
- députée au Parlement flamand:
  - depuis le 6 juillet 2004

## Décoration
- Officier de l'ordre de Léopold (2024)[1].